# Masyaf (district)
Masyaf District (Arabisch: منطقة مصياف) is een Syrisch district behorend tot het Hama gouvernement. De hoofdstad is Masyaf.